# Mojo (ort i Etiopien)
Mojo är en ort i Etiopien.   Den ligger i regionen Oromia, i den centrala delen av landet, 60 km sydost om huvudstaden Addis Abeba. Mojo ligger 1 774 meter över havet och antalet invånare är 34 547.
Terrängen runt Mojo är varierad. Runt Mojo är det ganska tätbefolkat, med 179 invånare per kvadratkilometer. Närmaste större samhälle är Nazret, 16,5 km öster om Mojo. Trakten runt Mojo består till största delen av jordbruksmark.